# Panagiōtīs Kormpos
Panagiōtīs Kormpos (in greco Παναγιώτης Κόρμπος?; Atene, 11 settembre 1983) è un calciatore greco, centrocampista svincolato.

## Carriera
Ha giocato nella prima divisione greca.